# Hans van Breukelen
Johannes Franciscus van Breukelen dit Hans van Breukelen, né le 4 octobre 1956 à Utrecht, est un footballeur international néerlandais. Gardien de but de 1,88 m, il est l'un des meilleurs joueurs au monde à ce poste dans les années 1980.

## Biographie
Johannes van Breukelen commence à jouer au football en amateurs à De Bilt au BVC. Il rejoint les rangs du FC Utrecht en 1976. Au départ troisième choix dans la hiérarchie des gardiens du club, il obtient au fil des saisons le numéro 1. Hans et Utrecht atteindront la troisième place du championnat en 1981 et la finale de la Coupe des Pays-Bas l'année suivante. 
Cependant, avec des moyens financiers limités, le club néerlandais est forcé de vendre Hans au Nottingham Forest de Brian Clough pour 200 000 £. En Angleterre, Hans parvient très rapidement à prendre ses marques et à se mettre en vue. Lors de la saison 1983-1984 notamment, le club anglais se classe 3e en championnat et se hisse en 1/2 finales de la Coupe de l'UEFA, éliminé par le tenant du titre, les Belges du R.S.C. Anderlecht.

 Pour éviter de perdre sa place en équipe nationale, Hans revient au pays à l'issue de cette bonne saison en Angleterre pour signer au PSV Eindhoven. Le sommet de sa carrière se situe en 1988, où il glane un triplé : avec son club du PSV Eindhoven, il remporte le championnat néerlandais, mais surtout la Coupe d'Europe des Clubs Champions contre le club portugais du Benfica Lisbonne, en arrêtant notamment le sixième et dernier tir au but des Portugais ; et remporte le Championnat d'Europe des Nations 1988 avec l'équipe des Pays-Bas contre l'Union soviétique (2-0), en stoppant notamment un penalty en finale d'Igor Belanov, penalty qu'il a lui-même provoqué.

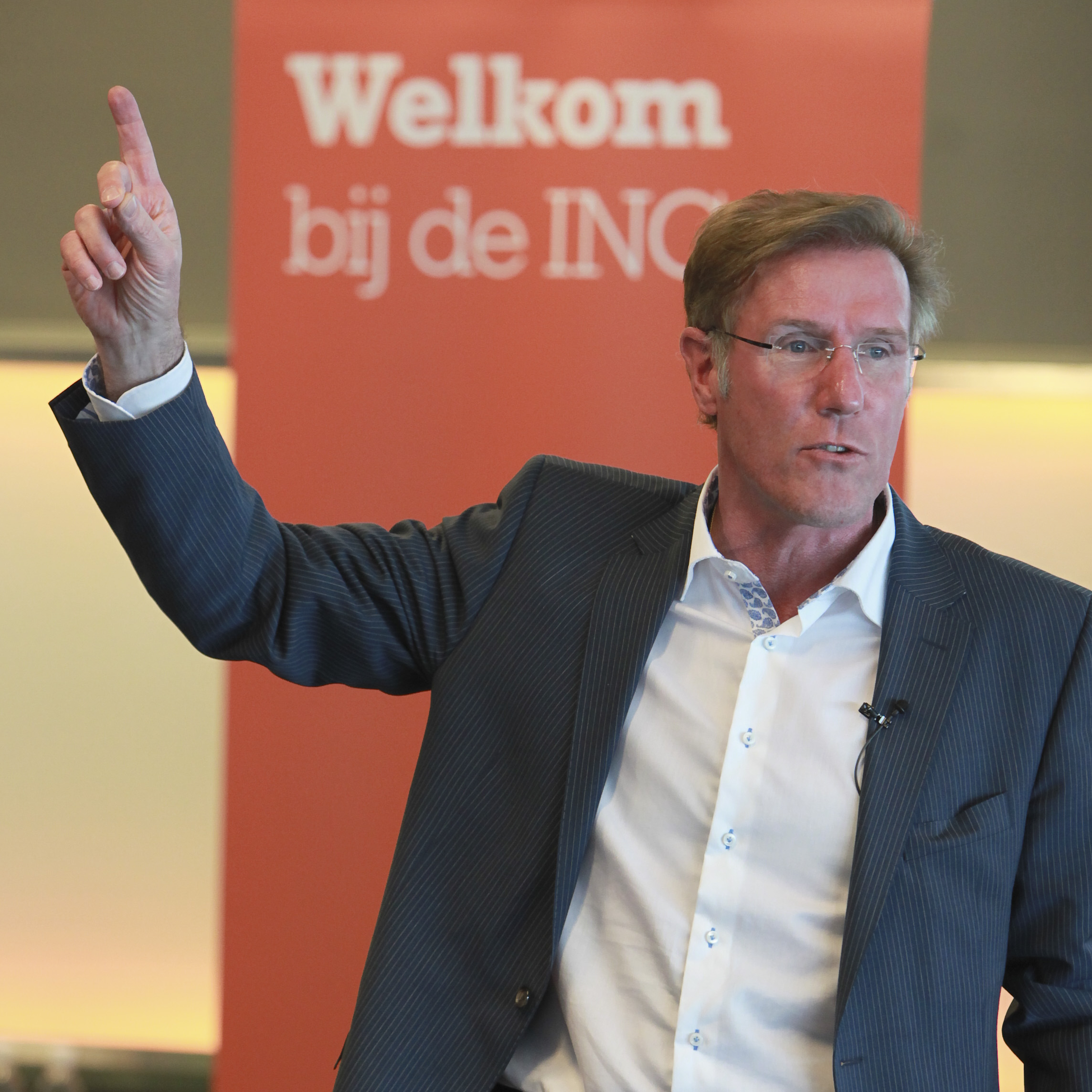
Hans van Breukelen en 2011.

Après l'arrêt de sa carrière, il se tourne vers le monde des affaires en étant notamment vice-président de la société Breecom de 1994 à 1997, mais aussi vers la gestion dans le football et notamment au PSV Eindhoven.

## Carrière
- 1976-1982 : FC Utrecht  Pays-Bas
- 1982-1984 : Nottingham Forest  Angleterre
- 1984-1994 : PSV Eindhoven  Pays-Bas

## Palmarès

### Avec le PSV Eindhoven
- Vainqueur de la Coupe d'Europe des Clubs Champions en 1988
- Champion des Pays-Bas en 1986, 1987, 1988, 1989, 1991 et 1992
- Vainqueur de la Coupe des Pays-Bas en 1988, 1989 et 1990
- Vainqueur de la Supercoupe des Pays-Bas en 1992
- Finaliste de la Coupe Intercontinentale en 1988
- Finaliste de la Supercoupe d'Europe en 1988

### En équipe des Pays-Bas
- 73 sélections entre 1980 et 1992
- Champion d'Europe des Nations en 1988
- Participation à la Coupe du Monde en 1990 (1/8 de finaliste)
- Participation au Championnat d'Europe des Nations en 1980 (Premier tour), 1988 (Vainqueur) et 1992 (1/2 finaliste)

### Distinctions individuelles
- Élu meilleur gardien d'Eredivisie en 1987, en 1988, en 1991 et en 1992
- Membre de l'équipe-type du Championnat d'Europe des Nations en 1988
- Élu 2e meilleur gardien de l'année selon l'IFFHS en 1988
- Élu 3e meilleur gardien de l'année selon l'IFFHS en 1992